# Astianassa
Astianassa (em grego clássico: Ἀστυάνασσα), de acordo com fontes gregas tardias sobre mitologia clássica, foi a criada de Helena de Tróia . O estudioso do século X, Fócio, citando Ptolomeu Chennus, conta a história de que Afrodite emprestou a sua faixa mágica bordada (kestos himas) a Helena, para garantir que Páris se apaixonasse por ela, e que Astianassa a roubou.  O dicionário bizantino Suda acrescenta a lenda de que Astianassa foi a primeira autora erótica (numa tradição que incluía duas outras escritoras, Philaenis e Elephantis ): ela escreveu um livro sobre posições sexuais. 